# Municipio de Lakewood (condado de St. Louis)
El municipio de Lakewood (en inglés: Lakewood Township) es un municipio ubicado en el condado de St. Louis en el estado estadounidense de Minnesota. En el año 2010 tenía una población de 2190 habitantes y una densidad poblacional de 27,33 personas por km².

## Geografía
El municipio de Lakewood se encuentra ubicado en las coordenadas 48°54′27″N 94°59′41″O / 48.90750, -94.99472. Según la Oficina del Censo de los Estados Unidos, el municipio tiene una superficie total de 80.12 km², de la cual 79,82 km² corresponden a tierra firme y (0,38 %) 0,31 km² es agua.

## Demografía
Según el censo de 2010, había 2190 personas residiendo en el municipio de Lakewood. La densidad de población era de 27,33 hab./km². De los 2190 habitantes, el municipio de Lakewood estaba compuesto por el 97,44 % blancos, el 0,41 % eran afroamericanos, el 0,59 % eran amerindios, el 0,46 % eran asiáticos, el 0,23 % eran de otras razas y el 0,87 % eran de una mezcla de razas. Del total de la población el 0,91 % eran hispanos o latinos de cualquier raza.